# Torneio Quadrangular de Belo Horizonte de 1948
O Torneio Quadrangular de Belo Horizonte de 1948 foi a primeira edição deste torneio amistoso interestadual.
O torneio foi patrocinado pelo América-MG.

## História
Nesta edição inaugural, celebrou-se a reinauguração do novo estádio do América, oficialmente denominado Estádio Otacílio Negrão de Lima, popularmente conhecido como "Alameda".[carece de fontes?]
Com as melhorias efetuadas, o novo estádio passou a ser considerado um dos melhores do Brasil. Na rodada dupla inaugural, o público presente foi de 12.500 pessoas, 10.652 delas pagantes, que proporcionaram a maior arrecadação até então obtida em jogos de futebol no estado de Minas Gerais: Cr$ 304.625,00.[carece de fontes?]
A competição teve início em 27 de maio de 1948 com uma abertura solene, tendo participado do torneio, além do América, os clubes campeões dos campeonatos Carioca (Vasco) e Mineiro (Atlético Mineiro) de 1947, e o campeão Paulista de 1946 (São Paulo).
A poderosa equipe do Vasco, além do título de campeão carioca, havia conquistado recentemente o Campeonato Sul-Americano de Campeões, tendo participado com seus principais atletas, com destaque para Barbosa, Augusto, Danilo, Ademir Menezes e Friaça. Pelo São Paulo, Campeão Paulista, destacava-se Renganeschi, Rui, Bauer e Teixeirinha.[carece de fontes?]
O América, proprietário do novo estádio, que depois sagrar-se-ia também campeão mineiro deste ano, com seus destaques Valsechi, Hélio e Murilinho, impôs o seu jogo e fez-se campeão.[carece de fontes?]

### Interesse em unificação
Em 2023, após a unificação da Copa dos Campeões de 1937 (organizada pela FBF e vencida pelo Atlético-MG), como Campeonato Brasileiro, o advogado Victor Lucchesi, torcedor do América, solicitou ao Deputado Estadual Alencar da Silveira Júnior, presidente do clube, que ingressasse com pedido de equiparação do torneio de 1948 ao campeonato nacional. A administração do América Futebol Clube iniciou um procedimento de reunião de documentos, visando ingressar com pedido de reconhecimento perante a Confederação Brasileira de Futebol.
Apesar de compartilharem o fato de contarem com campeões estaduais, são competições diferentes.

## Participantes
| - América - Atlético Mineiro - São Paulo - Vasco |

## Tabela
| Data  | Partida          | Partida | Partida          | Estádio | Cidade         |
| ----- | ---------------- | ------- | ---------------- | ------- | -------------- |
| 28/05 | América          | 4–2     | Vasco            | Alameda | Belo Horizonte |
| 28/05 | Atlético Mineiro | 3–0     | São Paulo        | Alameda | Belo Horizonte |
| 30/05 | São Paulo        | 0–0     | América          | Alameda | Belo Horizonte |
| 30/05 | Vasco            | 2–0     | Atlético Mineiro | Alameda | Belo Horizonte |
| 06/06 | América          | 1–1     | Atlético Mineiro | Alameda | Belo Horizonte |
| 06/06 | Vasco            | 2–2     | São Paulo        | Alameda | Belo Horizonte |

## Classificação
| Time             | Pts | J | V | E | D | GP | GC | SG |
| ---------------- | --- | - | - | - | - | -- | -- | -- |
| América          | 4   | 3 | 1 | 2 | 0 | 5  | 3  | 2  |
| Vasco            | 3   | 3 | 1 | 1 | 1 | 6  | 6  | 0  |
| Atlético Mineiro | 3   | 3 | 1 | 1 | 1 | 4  | 3  | 1  |
| São Paulo        | 2   | 3 | 0 | 2 | 1 | 3  | 5  | -2 |

Obs.: O critério de desempate utilizado foi o confronto direto.

## Outras edições
Além da edição de 1948, também ocorreram outras edições do Torneio Quadrangular de Belo Horizonte: